# 김홍선 (연출가)
김홍선(1969년 4월 2일 ~ )은 대한민국의 프로듀서이다. 
1996년 SBS 예능본부 프로듀서로 입사하였으며 좋은 세상 만들기, 기쁜 우리 토요일, 열려라 웃음천국, TV 전파왕국, 좋은친구들 등을 연출하였다. 현재는 크리허브소속 프로듀서로 활동하고 있다.

## 학력 및 경력
- 단국대학교 국어국문학과 졸업
- 연세대학교 언론홍보대학원 방송영상 석사
- 에이치하우스(박종학 공동대표) 대표이사
- 1996년 SBS 예능PD 입사
- 크리허브 프로듀서

## 작품

### 드라마
| 연도 | 방송사      | 제목                    | 담당               |
| ---- | ----------- | ----------------------- | ------------------ |
| 2004 | SBS         | 반전드라마              | 연출               |
| 2006 | MBC         | 90일, 사랑할 시간       | 연출               |
| 2006 | MBC         | 불꽃놀이                | 연출               |
| 2007 | SBS         | 달려라 고등어           | 연출               |
| 2007 | SBS         | 사랑하는 사람아         | 연출               |
| 2007 | OCN Thrills | 도시괴담 데쟈뷰 시즌2   | 감독               |
| 2007 | OCN         | 메디컬 기방 영화관      | 감독               |
| 2008 | OCN         | 경성기방 영화관         | 감독               |
| 2009 | OCN         | 조선추리활극 정약용     | 감독               |
| 2010 | OCN         | 야차                    | 감독               |
| 2011 | SBS         | 무사 백동수             | 감독               |
| 2012 | OCN         | 히어로                  | 감독               |
| 2014 | tvN         | 라이어 게임             | 감독               |
| 2016 | tvN         | 피리부는 사나이         | 감독               |
| 2017 | OCN         | 보이스                  | 감독               |
| 2017 | OCN         | 블랙                    | 감독               |
| 2018 | OCN         | 손 the guest            | 연출               |
| 2020 | OCN         | 본 대로 말하라          | 크리에이터, 제작자 |
| 2021 | tvN         | 루카                    | 연출               |
| 2022 | Netflix     | 종이의 집: 공동경제구역 | 연출               |
| 2023 | 쿠팡플레이  | 미끼                    | 연출               |
| 2025 | Netflix     | 탄금                    | 연출               |

### 영화
- 2015년 《역모: 반란의 시대》 - 감독, 각본, 제작